# Saint-Louis, Moselle
Saint-Louis är en kommun i departementet Moselle i regionen Grand Est (tidigare regionen Lorraine) i nordöstra Frankrike. Kommunen ligger i kantonen Phalsbourg som tillhör arrondissementet Sarrebourg. År 2022 hade Saint-Louis 622 invånare.

## Befolkningsutveckling
Antalet invånare i kommunen Saint-Louis
| Referens: INSEE |